# Irish Interprovincial Rugby Championship
L'Irish Interprovincial Rugby Championship (in italiano Campionato interprovinciale irlandese di rugby) fu una competizione di rugby a 15 tenutasi nell'isola d'Irlanda sotto la giurisdizione della federazione rugbistica irlandese che si svolse per 56 edizioni dal 1946 al 2002 tra le quattro province rugbistiche dell'isola (Connacht, Leinster, Munster e Ulster) con una breve eccezione tra il 1992 e il 1996 quando partecipò al torneo anche una quinta squadra, selezione di giocatori irlandesi militanti in Gran Bretagna e Francia e nota come Irish Exiles.
L'ultima edizione del torneo si tenne nella stagione 2001-02 e, ai fini dell'assegnazione del trofeo, si tenne conto della classifica tra le quattro province irlandesi relativa agli incontri disputati tra di esse durante l'edizione inaugurale della Celtic League (torneo successivamente noto come United Rugby Championship); al termine di detta stagione il torneo fu soppresso.
Da allora le quattro province si incontrano regolarmente almeno due volte a stagione per via del calendario dell'United Rugby Championship.
La provincia con il maggior numero di vittorie è l'Ulster che ha vinto 26 edizioni di torneo, mentre l'ultimo vincitore nel 2002 è Leinster.

## Storia
Gli incontri tra rappresentative delle quattro province d'Irlanda (Connacht, Leinster, Munster e Ulster) sono state storicamente una costante del rugby dell'isola fin dal primo incontro interprovinciale ivi tenutosi nel 1875 tra Leinster e Ulster; tuttavia fu solo nel 1946 che si decise l'istituzione di una competizione strutturata e a cadenza regolare che assegnasse il titolo di campione interprovinciale.
Nella storia della competizione, durata più di mezzo secolo, la formula più a lungo adottata fu quella del girone unico con gare di sola andata e alternanza dei campi a seconda della stagione (la provincia che avesse affrontato in casa un'avversaria l'avrebbe affrontata fuori casa nell'edizione successiva); nel 1996-97 fu adottata la formula ad andata e ritorno e il torneo servì anche a determinare la qualificazione alle competizioni europee: le prime due classificate di ogni edizione, infatti, guadagnavano la qualificazione alla successiva Heineken Cup mentre le ultime due partecipavano alla Challenge Cup.
Nell'albo d'oro della competizione primeggia la provincia dell'Ulster, vincitrice di 26 edizioni del torneo, 18 delle quali non condivise.
La squadra che vanta meno vittorie di tutte è la provincia del Connacht, tradizionalmente la più debole delle quattro, vincitrice in solo tre edizioni (l'ultima nel 1965), peraltro tutte condivise.
Leinster e Munster vantano 22 vittorie ciascuna, rispettivamente con 7 e 8 condivisioni.
Ulster è anche autrice della più lunga serie di vittorie non condivise (5, tra il 1988-89 e il 1992-93), che è parte di una più larga sequenza di 10 vittorie consecutive tra il 1984-85 e il 1993-94 durante la quale in due edizioni condivise il titolo con Munster (1987-88 e 1993-94) e Leinster (1993-94).
Nel 1992-93 fu aggregata al campionato interprovinciale una quinta squadra, gli Irish Exiles, espressione di un sottocomitato della Federazione irlandese a Londra e composto da giocatori irlandesi che militano, o lavorano, nel Regno Unito; la presenza di tale compagine durò quattro stagioni, nel corso delle quali vinse un solo incontro dei 16 disputati in totale, quello contro il Munster per 19-13 nella stagione d'esordio.
Con l'avvento, nel 2001, della Celtic League, campionato professionistico tra squadre d'élite gallesi, irlandesi e scozzesi, gli incontri tra le quattro province vennero inglobati nel calendario della neoistituita competizione e ai fini dell'assegnazione del titolo l'IRFU decise di tornare a considerare solo le gare tra le quattro province nel girone d'andata della competizione; di fatto, la sovrapposizione degli impegni di Celtic League a quelli interprovinciali portò all'annullamento di tutto il calendario di questi ultimi e alla soppressione del torneo, che vide quindi la sua ultima edizione formalizzata nella stagione 2001-02 con la vittoria del Leinster.
Da allora le quattro province irlandesi si incontrano su base regolare almeno due volte a stagione per via degli incontri di Pro12 (nuovo nome assunto dalla Celtic League dopo l'apertura alle squadre italiane) a girone unico, più eventualmente in altri incontri ufficiali a seconda degli accoppiamenti nelle competizioni europee di club.
Dal 2003-04 a tutta la stagione 2015-16 la provincia che ha primeggiato nella classifica avulsa ufficiosa di Pro12 relativa alle quattro squadre irlandesi è stata Leinster, 7 volte prima tra le sue connazionali; a seguire Ulster 4 volte e Munster 2, anche se tali affermazioni non fanno più parte del palmarès ufficiale del torneo interprovinciale.

## Albo d'oro
| Edizione | Vincitore                |
| -------- | ------------------------ |
| 1946-47  | Ulster                   |
| 1947-48  | Munster                  |
| 1948-49  | Leinster                 |
| 1949-50  | Leinster                 |
| 1950-51  | Ulster                   |
| 1951-52  | Ulster                   |
| 1952-53  | Munster                  |
| 1953-54  | Ulster                   |
| 1954-55  | Leinster Munster         |
| 1955-56  | Connacht Ulster          |
| 1956-57  | Connacht Leinster Ulster |
| 1957-58  | Munster                  |
| 1958-59  | Leinster                 |
| 1959-60  | Munster                  |

| Edizione | Vincitore         |
| -------- | ----------------- |
| 1960-61  | Leinster          |
| 1961-62  | Leinster          |
| 1962-63  | Munster           |
| 1963-64  | Leinster          |
| 1964-65  | Connacht Leinster |
| 1965-66  | Munster           |
| 1966-67  | Munster Ulster    |
| 1967-68  | Ulster            |
| 1968-69  | Munster           |
| 1969-70  | Ulster            |
| 1970-71  | Ulster            |
| 1971-72  | Leinster          |
| 1972-73  | Ulster            |
| 1973-74  | Munster           |
| 1974-75  | Ulster            |

| Edizione | Vincitore               |
| -------- | ----------------------- |
| 1975-76  | Leinster Munster Ulster |
| 1976-77  | Ulster                  |
| 1977-78  | Leinster Munster Ulster |
| 1978-79  | Munster                 |
| 1979-80  | Leinster                |
| 1980-81  | Leinster                |
| 1981-82  | Leinster                |
| 1982-83  | Leinster Munster Ulster |
| 1983-84  | Leinster                |
| 1984-85  | Ulster                  |
| 1985-86  | Ulster                  |
| 1986-87  | Ulster                  |

| Edizione  | Vincitore               |
| --------- | ----------------------- |
| 1987-88   | Munster Ulster          |
| 1988-89   | Ulster                  |
| 1989-90   | Ulster                  |
| 1990-91   | Ulster                  |
| 1991-92   | Ulster                  |
| 1992-93   | Ulster                  |
| 1993-94   | Leinster Munster Ulster |
| 1994-95   | Munster                 |
| 1995-96   | Leinster                |
| 1996-97   | Munster                 |
| 1997-98   | Leinster                |
| 1998-99   | Munster                 |
| 1999-2000 | Munster                 |
| 2000-01   | Munster                 |
| 2001-02   | Leinster                |

### Vittorie per squadra
| Squadra  | Vittorie | Condivise | Edizioni |
| -------- | -------- | --------- | --- |
| Ulster   | 26       | 8         | 1946-47, 1950-51, 1951-52, 1953-54, 1955-56, 1956-57, 1966-67, 1967-68, 1979-70, 1970-71 1972-73, 1974-75, 1975-76, 1976-77, 1977-78, 1982-83, 1984-85, 1985-86, 1986-87, 1987-88 1988-89, 1989-90, 1990-91, 1991-92, 1992-93, 1993-94 |
| Leinster | 22       | 8         | 1948-49, 1949-50, 1954-55, 1956-57, 1958-59, 1960-61, 1961-62, 1963-64, 1964-65, 1971-72 1972-73, 1975-76, 1977-78, 1979-80, 1980-81, 1981-82, 1982-83, 1983-84, 1993-94, 1995-96 1997-98, 2001-02                                     |
| Munster  | 22       | 7         | 1947-48, 1952-53, 1954-55, 1957-58, 1959-60, 1962-63, 1965-66, 1966-67, 1968-69, 1972-73 1973-74, 1975-76, 1977-78, 1978-79, 1982-83, 1987-88, 1993-94, 1994-95, 1996-97, 1998-99 1999-2000, 2000-01                                   |
| Connacht | 3        | 3         | 1955-56, 1956-57, 1964-65 |